# フルトン郡 (インディアナ州)

インディアナ州内の位置

フルトン郡（Fulton County）は、アメリカ合衆国インディアナ州に位置する郡である。人口は20,338人（2025年推計）。郡庁所在地はロチェスターである。

## 地理
アメリカ合衆国統計局によると、この郡は総面積962 km2 (371 mi2) である。このうち954 km2 (369 mi2) が陸地で7 km2 (3 mi2) が水地域である。総面積の0.77%が水地域となっている。

### 隣接する郡
- マーシャル郡  (北部)
- カズヤスコ郡  (北東)
- ウォバッシュ郡  (東)
- マイアミ郡  (南東)
- カス郡  (南)
- プラスキ郡 (西)
- スターク郡 (北西)

## 人口動静
2000年国勢調査で、この郡は人口20,511人、8,082世帯、及び5,738家族が暮らしている。人口密度は21/km2 (56/mi2) である。10/km2 (25/mi2) の平均的な密度に9,123軒の住宅が建っている。この郡の人種的な構成は白人96.21%、アフリカン・アメリカン0.76%、先住民0.38%、アジア0.37%、太平洋諸島系0.02%、その他の人種1.06%、及び混血1.20%である。ここの人口の2.31% ofはヒスパニックまたはラテン系である。
この郡内の住民は26.00%が18歳未満の未成年、18歳以上24歳以下が7.70%、25歳以上44歳以下が27.60%、45歳以上64歳以下が23.30%、及び65歳以上が15.40%にわたっている。中央値年齢は38歳である。女性100人ごとに対して男性は97.80人である。18歳以上の女性100人ごとに対して男性は94.40人である。
この郡の世帯ごとの平均的な収入は38,290米ドルであり、家族ごとの平均的な収入は44,865米ドルである。男性は32,602米ドルに対して女性は21,657米ドルの平均的な収入がある。この郡の一人当たりの収入 (per capita income) は17,950米ドルである。人口の7.60%及び家族の5.00%は貧困線以下である。全人口のうち18歳未満の9.50%及び65歳以上の7.50%は貧困線以下の生活を送っている。

## 都市及び町

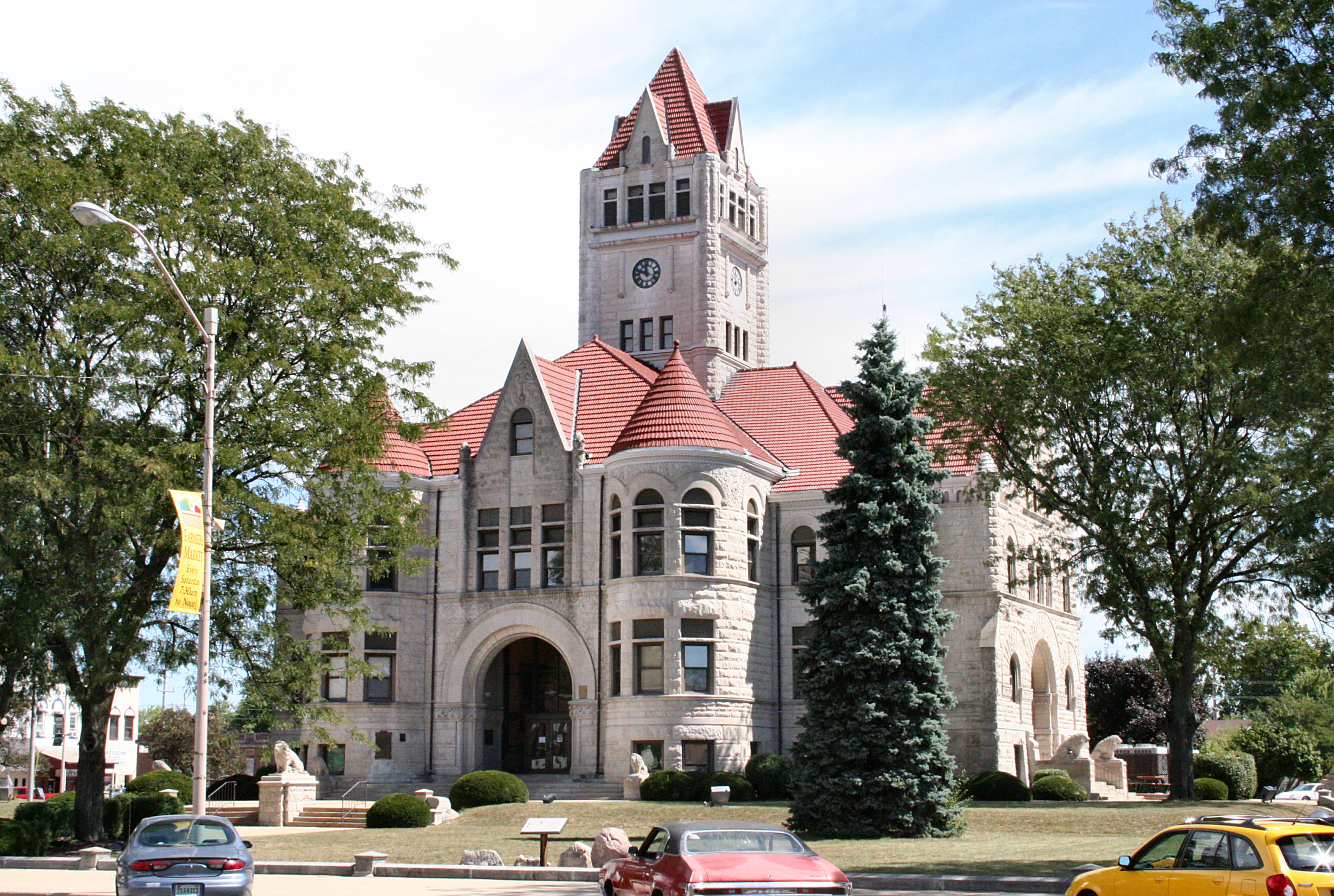
ロチェスターにある郡庁

- ロチェスター（郡庁所在地）
- フルトン
- Akron
- Kewanna